# Aphanostoma cavernosum
Aphanostoma cavernosum är en plattmaskart som beskrevs av Meixner 1938. Aphanostoma cavernosum ingår i släktet Aphanostoma och familjen Isodiametridae. Inga underarter finns listade i Catalogue of Life.